# Jamaicai labdarúgó-szövetség
A jamaicai labdarúgó-szövetség (JFF) (angolul: Jamaica Football Federation).

## Történelme
Rendelkezésre álló feljegyzések szerint Jamaicában a 19. századi végén 1893-ban alakították az első futball klubot.
1910-ben alapították meg a labdarúgó-szövetséget. A Nemzetközi Labdarúgó-szövetségnek (FIFA) 1962-től tagja. 1965-től az Észak- és Közép-amerikai, Karibi Labdarúgó-szövetségek Konföderációja (CONCACAF) tagja. Fő feladata a nemzetközi kapcsolatokon kívül, a  Jamaicai labdarúgó-válogatott férfi és női ágának, a korosztályos válogatottak illetve a nemzeti bajnokság szervezése, irányítása. A működést biztosító bizottságai közül a Játékvezető Bizottság (JB) felelős a játékvezetők utánpótlásáért, elméleti (teszt) és cooper (fizikai) képzéséért.